# کریس ویلدر
کریس ویلدر (انگلیسی: Chris Wilder؛ زادهٔ ۲۳ سپتامبر ۱۹۶۷) بازیکن سابق و مربی فوتبال اهل انگلستان است.
از باشگاه‌هایی که در آن بازی کرده‌است می‌توان به باشگاه فوتبال شفیلد یونایتد، باشگاه فوتبال برایتون اند هوو آلبیون، باشگاه فوتبال لینکولن سیتی، باشگاه فوتبال چارلتون اتلتیک، باشگاه فوتبال نورث‌همپتون تاون، باشگاه فوتبال لیتون اورینت، باشگاه فوتبال برادفورد سیتی، باشگاه فوتبال والسال، باشگاه فوتبال روترهام یونایتد، و باشگاه فوتبال نوتس کانتی اشاره کرد.

## اخراج
کریس وایلدر، سرمربی کهنه‌کار انگلیسی که از سال ۲۰۱۶میلادی هدایت شفیلد یونایتد را برعهده داشت، توانست این تیم را از لیگ دسته اول به چمپیونشیپ و سپس لیگ برتر انگلیس برساند. در فصل ۲۰–۲۰۱۹ شفیلد یونایتد تحت هدایت وایلدر بسیار خوب کار کرد و نهم شد اما در فصل ۲۱–۲۰۲۰ به دلیل قرار گرفتن در رتبه آخر به فاصله ۱۰بازی به اتمام فصل، از این تیم اخراج شد.